# Lhommeia cinnamomaria
Lhommeia cinnamomaria là một loài bướm đêm trong họ Geometridae.